# August Schellenberg
August Schellenberg (25 de julio de 1936 - 15 de agosto de 2013) fue un actor canadiense de origen métis.

## Biografía
Según su sitio web oficial, Schellenberg nació y vivió en Montreal, Quebec hasta que se mudó a Toronto, Ontario en 1967. Su origen étnico era mohawk y suizo-alemán. Se estableció en Toronto hasta 1995. Vivía en Dallas, Texas, con su esposa, la actriz Joan Karasevich. Fue padre de tres hijas, dos con Karasevich. Se formó en la Escuela Nacional de Teatro de Canadá.
Schellenberg murió el 15 de agosto de 2013 en su casa de Texas, después de una larga batalla contra el cáncer de pulmón.
Fue actor partícipe en las películas Power Play y Liberad a Willy.
TMZ: 'Free Willy' Star Dead at 77</ref>